# Cangzhou
Cangzhou (chinesisch 滄州市 / 沧州市, Pinyin Cāngzhōu shì) ist eine bezirksfreie Stadt in der nordchinesischen Provinz Hebei. Cangzhou hat eine Fläche von 14304 km² und 7.300.783 Einwohner (Stand: Zensus 2020).

## Lage und Klima
Cangzhou liegt im Westen der Provinz Hebei an der Küste zum Golf von Bohai, südlich angrenzend an die Metropole Tianjin. Das Stadtgebiet hat eine Ost-West-Ausdehnung von 181 Kilometern und eine Nord-Süd-Ausdehnung von 165 Kilometern. Die Gesamtfläche beträgt 14304,26 km² und die Küstenlänge 129,7 Kilometer. Die Stadt liegt im östlichen Teil der ausgedehnten Jizhong-Ebene (冀中平原, auch Haihe-Ebene 海河平原). Das Gelände ist flach mit geringen Schwankungen und steigt von Nordosten nach Südwesten langsam an.
Cangzhou hat ein warm-gemäßigtes kontinentales Monsunklima. Es gibt vier Jahreszeiten. Der Frühling ist trocken und windig, der Sommer heiß und regnerisch, der Herbst kühl und sonnig und der Winter kalt und trocken. Die Jahresmitteltemperatur beträgt 12,5 °C und der mittlere Jahresniederschlag liegt bei 581 mm. Die frostfreie Periode beträgt 181 Tage.

## Administrative Gliederung
Auf Kreisebene setzt sich die Stadt aus zwei Stadtbezirken, neun Kreisen, einem Autonomen Kreis und vier kreisfreien Städten zusammen.
Bei der Volkszählung 2020 wurden im Folgenden aufgeführten Einwohnerzahlen ermittelt. Es wurden auch drei Wirtschaftszonen ausgewiesen, die wohl aber keine eigenen Verwaltungseinheiten bilden.
| Karte der Verwaltungseinheiten von Cangzhou                                                                                                  | Karte der Verwaltungseinheiten von Cangzhou | Karte der Verwaltungseinheiten von Cangzhou | Karte der Verwaltungseinheiten von Cangzhou | Karte der Verwaltungseinheiten von Cangzhou | Karte der Verwaltungseinheiten von Cangzhou |
| --- | ------------------------------------------- | ------------------------------------------- | ------------------------------------------- | ------------------------------------------- | ------------------------------------------- |
| ① ② Cang Qing Dongguang Haixing Yanshan Suning Nanpi Wuqiao Xian Mengcun · (autonomer · Kreis) Botou Renqiu Huanghua Hejian ① Xinhua ② Yunhe |                                             |                                             |                                             |                                             |                                             |
| # | Name                                        | chin.                                       | Pinyin                                      | Einwohner (2020)                            | Fläche (km²)                                |
| Stadtbezirke |                                             |                                             |                                             |                                             |                                             |
| 1 | Xinhua                                      | 新华区                                      | Xīnhuá qū                                   | 253.222                                     | 96                                          |
| 2 | Yunhe                                       | 运河区                                      | Yùnhé qū                                    | 511.086                                     | 119                                         |
| Kreise |                                             |                                             |                                             |                                             |                                             |
| 3 | Cang                                        | 沧县                                        | Cāng xiàn                                   | 626.011                                     | 1.518                                       |
| 4 | Qing                                        | 青县                                        | Qīng xiàn                                   | 420.878                                     | 988                                         |
| 5 | Dongguang                                   | 东光县                                      | Dōngguāng xiàn                              | 340.288                                     | 707                                         |
| 6 | Haixing                                     | 海兴县                                      | Hǎixìng xiàn                                | 189.273                                     | 868                                         |
| 7 | Yanshan                                     | 盐山县                                      | Yánshān xiàn                                | 411.356                                     | 794                                         |
| 8 | Suning                                      | 肃宁县                                      | Sùníng xiàn                                 | 341.919                                     | 516                                         |
| 9 | Nanpi                                       | 南皮县                                      | Nánpí xiàn                                  | 347.473                                     | 793                                         |
| 10 | Wuqiao                                      | 吴桥县                                      | Wúqiáo xiàn                                 | 217.986                                     | 579                                         |
| 11 | Xian                                        | 献县                                        | Xiàn xiàn                                   | 568.418                                     | 1.171                                       |
| Autonomer Kreis der Hui |                                             |                                             |                                             |                                             |                                             |
| 12 | Mengcun                                     | 孟村回族自治县                              | Mèng cūn huízú zìzhìxiàn                    | 203.507                                     | 390                                         |
| Kreisfreie Städte |                                             |                                             |                                             |                                             |                                             |
| 13 | Botou                                       | 泊头市                                      | Pōtóu shì                                   | 573.842                                     | 1.015                                       |
| 14 | Renqiu                                      | 任丘市                                      | Rènqiū shì                                  | 816.401                                     | 1.036                                       |
| 15 | Huanghua                                    | 黄骅市                                      | Huánghuá shì                                | 484.313                                     | 2.322                                       |
| 16 | Hejian                                      | 河间市                                      | Héjiān shì                                  | 795.198                                     | 1.328                                       |
| Wirtschaftszonen |                                             |                                             |                                             |                                             |                                             |
| Neues Bohai-Gebiet | Neues Bohai-Gebiet                          | 渤海新区                                    | Bóhǎi xīn qū                                | 153.135                                     | –                                           |
| Entwicklungszone Cangzhou | Entwicklungszone Cangzhou                   | 沧州开发区                                  | Cāngzhōu kāifā qū                           | 031.524                                     | –                                           |
| Hochtechnologiezone Cangzhou | Hochtechnologiezone Cangzhou                | 沧州高新区                                  | Cāngzhōu gāoxīn qū                          | 014.953                                     | –                                           |

## Bevölkerung
In der Stadt gibt es 47 ethnische Minderheitengruppen mit einer Gesamtzahl von 287.500 Personen (~3,9 %), darunter 248.000 Hui. Die Stadt hat einen autonomen Kreis, den autonomen Kreis Mengcun der Hui. Im Stadtgebiet gibt es sechs Nationalitätengemeinden und 239 Nationalitätendörfer.

## Kultur, Bildung und Sport

### Sport
Cangzhou Mighty Loins Football Club ist ein professioneller Fußballverein, der derzeit unter Lizenz des chinesischen Fußballverbandes (CFA) an der chinesischen Super League teilnimmt. Das Team hat seinen Sitz in Cangzhou, Hebei, und ihr Heimstadion ist das Cangzhou-Stadion mit einer Kapazität von 31.836 Sitzplätzen. Ihr Mehrheitsaktionär ist Yongchang Real Estate, das 70 % der Anteile des Clubs besitzt.

### Universitäten
Die Cangzhou Normal University wurde 1958 gegründet und ist eine Hochschule in der Großstadt Cangzhou. Die Cangzhou Normal University ist eine vom Bildungsministerium der Provinz Hebei offiziell anerkannte chinesische Hochschuleinrichtung. Die Cangzhou Normal University bietet Kurse und Programme an, die in verschiedenen Studienbereichen zu offiziell anerkannten Hochschulabschlüssen führen.

### Kampfkunst
Cangzhou ist als Zentrum der chinesischen Kampfkünste berühmt. Die Stadt blickt auf eine mehr als 1500-jährige Tradition der Kungfu-Kampfkunst zurück. 53 der insgesamt 129 Kungfu-Stile Chinas, also 40 Prozent, haben ihren Ursprung in Cangzhou. Die Stadt unterhält einen aktiven Kulturaustausch mit mehr als 40 Ländern. Weltweit werden rund 100 Schulen (Stand: 2011) von Lehrern aus Cangzhou betrieben und Kampfsportmeister aus Cangzhou trainieren insgesamt mehrere Nationalmannschaften. Jahr für Jahr strömen Kampfkunstbegeisterte aus der ganzen Welt zum Unterricht nach Cangzhou.

## Internationale Unternehmen in Cangzhou
- Hage Fluid Control Technology (Hebei) Co.,Ltd[8]
- Hyundai Motor (Cangzhou Plant)[9]